# HD 95216
HD 95216，又名BD+12 2284，SAO 99392、HR 4281，是一颗恒星，视星等为6.55，位于銀經237.93，銀緯59.59，其B1900.0坐标为赤經10h 54m 27.6s，赤緯+12° 59.59′ 26″。